# Orthographe de l'estonien
L'orthographe de l'estonien est basée sur l'alphabet latin. L'orthographe estonienne est généralement guidée par des principes phonémiques, chaque graphème correspondant à un phonème .

## Alphabet
En raison de l'influence de l'allemand et du suédois, l'alphabet estonien (estonien : eesti tähestik) comporte les lettres Ä, Ö et Ü (A, O et U avec tréma), qui représentent respectivement les sons de voyelle [æ], [ø] et [y]. Contrairement aux trémas allemands, ils sont considérés et alphabétisés comme des lettres distinctes et font partie de l'alphabet. La lettre la plus distinctive de l'alphabet estonien est cependant le Õ (O avec tilde), qui a été ajouté à l'alphabet au XIXe siècle par Otto Wilhelm Masing et représente la voyelle /ɤ/. De plus, l'alphabet diffère également avec l'alphabet latin par l'ajout des lettres Š et Ž (S et Z avec caron / háček), et par la position du Z dans l'alphabet : il n'est plus à la fin de l'alphabet mais se trouve entre les lettres S et T (ou Š et Ž).
L'alphabet officiel estonien comprend 27 lettres : A, B, D, E, F, G, H, I, J, K, L, M, N, O, P, R, S, Š, Z, Ž, T, U, V, Õ, Ä, Ö, Ü. Les lettres F, Š, Z, Ž sont appelées « lettres étrangères » (võõrtähed) et n'apparaissent que dans les mots d'emprunt et les noms propres étrangers. Parfois, l'alphabet est récité sans eux et n'a donc que 23 lettres: A, B, D, E, G, H, I, J, K, L, M, N, O, P, R, S, T, U, V, Õ, Ä, Ö, Ü. 
De plus, C, Q, W, X et Y sont utilisés pour écrire les noms propres étrangers. Ils n'apparaissent pas dans les mots estoniens et ne font pas officiellement partie de l'alphabet. En incluant l'ensemble des lettres étrangères, l'alphabet se compose des 32 lettres suivantes : 
| Lettre | Lettre | IPA                  | Nom                     | Remarques                                                                                    |
| ------ | ------ | -------------------- | ----------------------- | -------------------------------------------------------------------------------------------- |
| A      | a      | [ɑː]                 | [ɑː]                    |                                                                                              |
| B      | b      | [b]                  | [beː]                   |                                                                                              |
| C      | c      | [ts]                 | [tseː]                  | Ne fait pas officiellement partie de l'alphabet ; utilisé uniquement dans les mots d'emprunt |
| D      | d      | [d]                  | [deː]                   |                                                                                              |
| E      | e      | [e]                  | [eː]                    |                                                                                              |
| F      | f      | [f]                  | [efˑ]                   | Uniquement utilisé dans les mots d'emprunt                                                   |
| G      | g      | [ɡ]                  | [ɡeː]                   |                                                                                              |
| H      | h      | [h], [ɦ], [ç] ou [x] | [hɑː] or [hɑʃˑ]         |                                                                                              |
| I      | i      | [i]                  | [iː]                    |                                                                                              |
| J      | j      | [j]                  | [jotʲˑ]                 |                                                                                              |
| K      | k      | [k] ou [kː]          | [kɑː]                   |                                                                                              |
| L      | l      | [l]                  | [elˑ]                   |                                                                                              |
| M      | m      | [m]                  | [emˑ]                   |                                                                                              |
| N      | n      | [n]                  | [enˑ]                   |                                                                                              |
| O      | o      | [o]                  | [oː]                    |                                                                                              |
| P      | p      | [p] ou [pː]          | [peː]                   |                                                                                              |
| Q      | q      | [k]                  | [kuː]                   | Ne fait pas officiellement partie de l'alphabet ; utilisé uniquement dans les mots d'emprunt |
| R      | r      | [r]                  | [erˑ]                   |                                                                                              |
| S      | s      | [s]                  | [esˑ]                   |                                                                                              |
| Š      | š      | [ʃ]                  | [ʃɑː]                   | Uniquement utilisé dans les mots d'emprunt                                                   |
| Z      | z      | [s]                  | [setˑ] or [seː]         | Uniquement utilisé dans les mots d'emprunt                                                   |
| Ž      | ž      | [ʃ]                  | [ʃeː]                   | Uniquement utilisé dans les mots d'emprunt                                                   |
| T      | t      | [t]                  | [teː]                   |                                                                                              |
| U      | u      | [u]                  | [uː]                    |                                                                                              |
| V      | v      | [ʋ]                  | [ʋeː]                   |                                                                                              |
| W      | w      | [ʋ]                  | [kɑk.sisˈʋeː]           | Ne fait pas officiellement partie de l'alphabet ; utilisé uniquement dans les mots d'emprunt |
| Õ      | õ      | [ɤ]                  | [ɤː]                    |                                                                                              |
| Ä      | ä      | [æ]                  | [æː]                    |                                                                                              |
| Ö      | ö      | [ø]                  | [øː]                    |                                                                                              |
| Ü      | ü      | [y]                  | [yː]                    |                                                                                              |
| X      | X      | [ks]                 | [iks]                   | Ne fait pas officiellement partie de l'alphabet ; utilisé uniquement dans les mots d'emprunt |
| Y      | y      | [i]                  | [iɡ.rek] ou [yp.si.lon] | Ne fait pas officiellement partie de l'alphabet ; utilisé uniquement dans les mots d'emprunt |

En écriture gothique, le W remplace le V. 
Johannes Aavik a suggéré que la lettre Ü soit remplacée par un Y, comme c'est le cas dans l'orthographe du finnois. 
| Digramme | Prononciation |
| -------- | ------------- |
| aa       | [ɑː] ou [ɑːː] |
| ee       | [eː] ou [eːː] |
| ii       | [iː] ou [iːː] |
| oo       | [oː] ou [oːː] |
| uu       | [uː] ou [uːː] |
| õõ       | [ɤː] ou [ɤːː] |
| ää       | [æː] ou [æːː] |
| öö       | [øː] ou [øːː] |
| üü       | [yː] ou [yːː] |

## Principes orthographiques
Bien que l'orthographe estonienne soit généralement guidée par des principes phonémiques où chaque graphème correspondant à un phonème, il existe quelques exceptions historiques et morphologiques par rapport à cette règle : par exemple, pour la lettre initiale « h » dans les mots, pour la préservation du morphème dans la déclinaison du mot (écriture b, g, d aux endroits où p, k, t est prononcé) ou dans l'utilisation de « i » et « j ».  Lorsqu'il est impossible d'écrire les lettres š ou ž, elles sont remplacées par sh ou zh dans certains textes écrits, bien que cela soit considéré comme incorrect. Sinon, le h dans sh représente une consonne fricative glottale sourde.
L'orthographe estonienne moderne est basée sur la nouvelle orthographe créée par Eduard Ahrens dans la seconde moitié du XIXe siècle sur la base de l'orthographe finlandaise. L'orthographe plus ancienne qu'elle a remplacée avait été créée au XVIIe siècle siècle par Bengt Gottfried Forselius et Johann Hornung sur la base de l'orthographe allemande standard. Les écrits antérieurs en estonien avaient généralement utilisé une orthographe ad hoc basée sur l'orthographe du latin et du moyen bas allemand. Quelques influences de l'orthographe allemande standard (par exemple, écrire « W » / « w » au lieu de « V » / « v ») avait bien persisté bien dans les années 1930. 
Les mots et les noms estoniens cités dans les publications internationales de sources soviétiques sont souvent des contre-translittérations de la translittération russe. Des exemples sont l'utilisation de « я » (« ia ») pour « ä » (par exemple Пярну (Piarnou) pour Pärnu), « ы » (« y ») pour « õ » (par exemple, Пылва (Pylva) pour Põlva) et « ю » (« iou ») pour « ü » (par exemple, Пюсси (Pioussi) pour Püssi). Même dans l'Encyclopædia Britannica, on peut trouver « ostrov Khiuma », où « ostrov » signifie « île » en russe et « Khiuma » est une translittération inverse du russe au lieu de Hiiumaa (Hiiumaa > Хийума (а) > Khiuma ).